# Coupe continentale de combiné nordique 2016
Vous lisez un « bon article » labellisé en 2016.
Navigation
2014 — 2015 2016 — 2017
La Coupe continentale de combiné nordique 2015 - 2016 est la huitième édition de la coupe continentale, compétition de combiné nordique organisée annuellement par la fédération internationale de ski. Il s'agit de la compétition internationale de second niveau derrière la coupe du monde qui est également organisée par la fédération internationale de ski.
Elle s'est déroulée du 11 décembre 2015 au 20 mars 2016. Dix neuf épreuves étaient au programme de la saison : un sprint par équipes le 16 janvier à Ruka et dix huit courses individuelles réparties sur neuf étapes à travers le monde. Finalement dix-sept courses individuelles et aucune course par équipes ont été disputées.
Les courses ont été remportées par treize vainqueurs différents. Le classement général de la compétition est dominé par l'Autrichien Martin Fritz qui devance quatre compatriotes. Il y a également quatre Allemands et un Norvégien dans le Top 10 de la compétition.

## Organisation de la compétition

### Programme et sites de compétition
Dix-neuf épreuves sont au programme de la saison : un sprint par équipes le 16 janvier à Ruka et dix huit courses en individuel. Elles ont lieu sur neuf étapes, la première en ouverture en Amérique du Nord, sept en Europe et une en Asie.
La saison débute à Soldier Hollow, dans l'Utah, aux États-Unis.
Elle fait ensuite étape au cours de la saison
en Norvège (Høydalsmo),
en Finlande (Ruka),
en Corée du Sud (Pyeongchang),
en Slovénie (Planica),
en Autriche (Eisenerz),
en France (Chaux-Neuve),
en Allemagne (Klingenthal),
pour s'achever en Russie, à Nijni Taguil.
Des courses étaient envisagées à Lake Placid dans l'État de New York mais elles n'ont pas été intégrées au calendrier final.

Cartes des sites de la compétition.
Carte du site en Amérique du Nord.
Carte des sites en Europe.
Carte du site en Corée.

### Format des épreuves
Sur les dix neuf épreuves prévues, le calendrier compte dix-huit épreuves individuelles et un sprint par équipe.

#### Individuel
Les athlètes exécutent premièrement un saut sur un tremplin suivi d’une course de ski de fond de 10 km qui consiste à parcourir quatre boucles de 2,5 km. À la suite du saut, des points sont attribués pour la longueur et le style. Le départ de la course de ski de fond s'effectue selon la méthode Gundersen (1 point = 4 s), le coureur occupant la première place du classement de saut s’élance en premier, et les autres s’élancent ensuite dans l’ordre fixé. Le premier skieur à franchir la ligne d’arrivée remporte l’épreuve,,,.
Les trente premiers athlètes à l'arrivée marquent des points selon la répartition suivante :
| Place  | 1er | 2e | 3e | 4e | 5e | 6e | 7e | 8e | 9e | 10e | 11e | 12e | 13e | 14e | 15e | 16e | 17e | 18e | 19e | 20e | 21e | 22e | 23e | 24e | 25e | 26e | 27e | 28e | 29e | 30e |
| ------ | --- | -- | -- | -- | -- | -- | -- | -- | -- | --- | --- | --- | --- | --- | --- | --- | --- | --- | --- | --- | --- | --- | --- | --- | --- | --- | --- | --- | --- | --- |
| Points | 100 | 80 | 60 | 50 | 45 | 40 | 36 | 32 | 29 | 26  | 24  | 22  | 20  | 18  | 16  | 15  | 14  | 13  | 12  | 11  | 10  | 9   | 8   | 7   | 6   | 5   | 4   | 3   | 2   | 1   |

#### Sprint par équipes
Cette épreuve se dispute par équipe de deux. Les deux athlètes effectuent un saut chacun et des points sont attribués pour la longueur et le style. Le départ de la course de fond s'effectue selon la cotation suivante (1 point = 2 secondes). Un des athlètes occupant la première place du classement de saut s’élance en premier, et les autres s’élancent ensuite dans l’ordre fixé. La course de fond de 2 × 7,5 km avec changement d’athlète tous les 1,5 km. Le premier athlète à franchir la ligne d’arrivée remporte l’épreuve.
Les nations ne peuvent engager plus de deux équipes pour cette épreuve. Les huit premières équipes à l'arrivée marquent des points selon la répartition suivante:
| Place  | 1er | 2e  | 3e  | 4e  | 5e  | 6e | 7e | 8e |
| ------ | --- | --- | --- | --- | --- | -- | -- | -- |
| Points | 200 | 175 | 150 | 125 | 100 | 75 | 50 | 25 |

### Dotation financière
Les sommes suivantes sont versées aux athlètes après chaque course :
| Place                | 1er | 2e  | 3e  | 4e  | 5e  | 6e |
| -------------------- | --- | --- | --- | --- | --- | -- |
| Épreuve individuelle | 500 | 400 | 300 | 150 | 100 | 50 |
| Sprint par équipes   | 800 | 500 | 200 |     |     |    |

## Compétition

### Athlètes qualifiés
Le nombre de participants autorisés par nations est calculé après chaque période (la saison est divisé en quatre périodes) en fonction :
- du FIS World Ranking qui est un indicateur prenant notamment en compte le classement général de la compétition ;
- du classement de la coupe continentale.

Les fédérations ne peuvent engager plus de huit athlètes par course. La nation « à domicile » peut engager quatre athlètes supplémentaires.
Les fédérations peuvent engager les athlètes qu'elles souhaitent du moment qu'ils disposent d'un code FIS.

### Déroulement de la compétition

#### Soldier Hollow

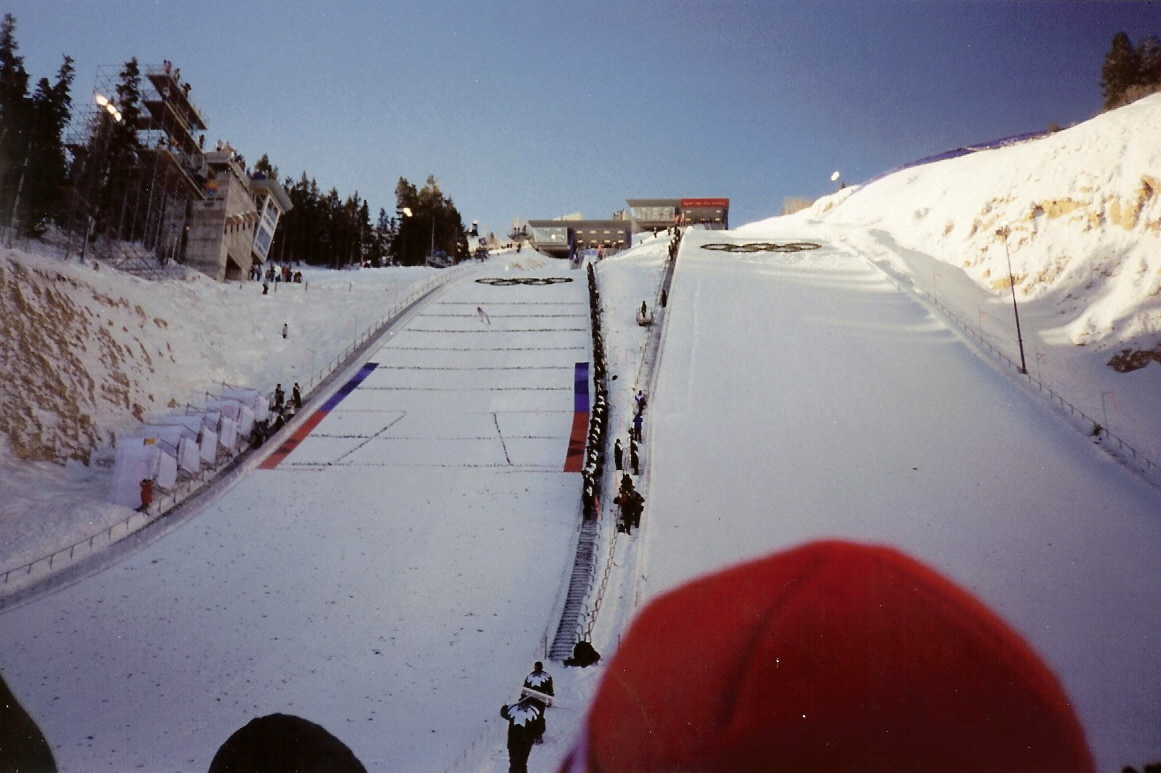
Un saut sur le tremplin de Soldier Hollow durant les Jeux olympiques d'hiver de 2002.

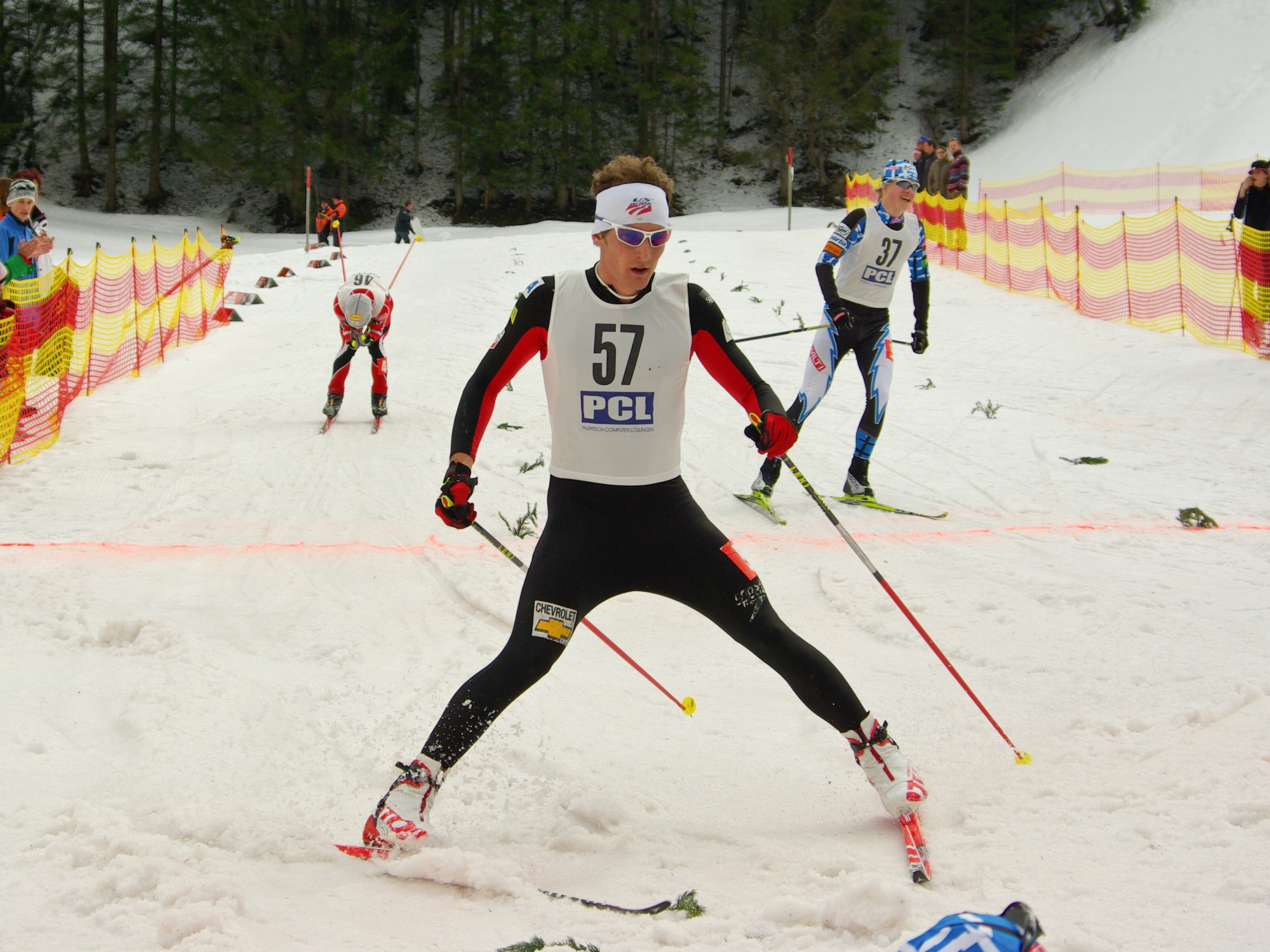
Taylor Fletcher en 2008.

Comme depuis quelques années, la coupe continentale débute aux États-Unis
. Trois épreuves ont lieu à Soldier Hollow, une station de ski située à 1 800 mètres d'altitude dans l'Utah, les 11, 12 et 13 décembre. Les épreuves de combiné nordique des Jeux olympiques de 2002 y ont eu lieu.
Le 11 décembre, le Japonais Hisaki Nagamine domine le concours de saut avec un saut de 97,5 m devant l'Autrichien Martin Fritz qui réalise un saut de 96,5 mètres et le Norvégien Harald Johnas Riiber. Le Japonais dispose par conséquent de 12 secondes d'avance sur l'Autrichien, de 20 secondes sur le Norvégien, de 22 secondes sur l'athlète local, Ben Berend, et de 35 secondes sur l'Autrichien David Pommer. Lors de la course de fond, David Pommer l'emporte devant son compatriote Bernhard Flaschberger qui avait 58 secondes de retard sur le leader au début de la course de fond. L'Américain Taylor Fletcher réalise le deuxième meilleur temps de ski et remonte à la troisième place. Le meilleur fondeur de l'épreuve est l'Autrichien Alexander Brandner. Les Autrichiens dominent cette course avec six athlètes dans les dix premiers.
Le lendemain, le Japonais Hisaki Nagamine remporte à nouveau le concours de saut devant le Norvégien Audun Hokholt et l'Américain Ben Loomis,. Les deux premiers réalisent un saut de 96,5 mètres alors que Ben Loomis s'est posé à 96 mètres. Hisaki Nagamine dispose de 6 secondes d'avance sur Audun Hokholt et de 8 secondes sur Ben Loomis. David Pommer est septième à 46 secondes. Six athlètes dont Bernhard Flaschberger sont disqualifiés en raison de combinaisons non conformes. Comme la veille, l'Autrichien David Pommer remporte l'épreuve devant l'Américain Taylor Fletcher, meilleur fondeur de la course. Pommer s'impose au sprint avec seulement 0,1 seconde d'avance. L'Italien Armin Bauer est troisième alors qu'il était parti en 16e position.
Lors de la troisième course du week-end et comme les deux jours précédents, le Japonais Hisaki Nagamine remporte le concours de saut grâce à un saut de 96,0 mètres. Il devance l'Autrichien David Pommer et l'Américain Ben Berend qui sont à 14 secondes. Niyaz Nabeev et Franz-Josef Rehrl sont respectivement quatrième et cinquième à 22 secondes et à 28 secondes. C'est l'Américain Taylor Fletcher, à nouveau meilleur fondeur de l'épreuve, qui s'impose devant les Autrichiens David Pommer, vainqueur les deux jours précédents, et Franz-Josef Rehrl, et ce alors qu'il a pris le départ en dix-septième position, avec un handicap d'1 min 16 s.
Taylor Fletcher réussit à reprendre 27 secondes à David Pommer dans les deniers 3 kilomètres,. Il s'impose finalement au sprint avec 0,1 seconde d'avance. Il s'agit de sa quatrième victoire de sa carrière en coupe continentale.
Après ce premier week-end de compétition, David Pommer est en tête du classement général. Il réalise un week-end quasi parfait avec deux victoires et une deuxième place alors qu'il revient d'une blessure au genou. Ses performances lui permettent d’intégrer l'équipe autrichienne de la coupe du monde pour le reste de la saison.

#### Høydalsmo

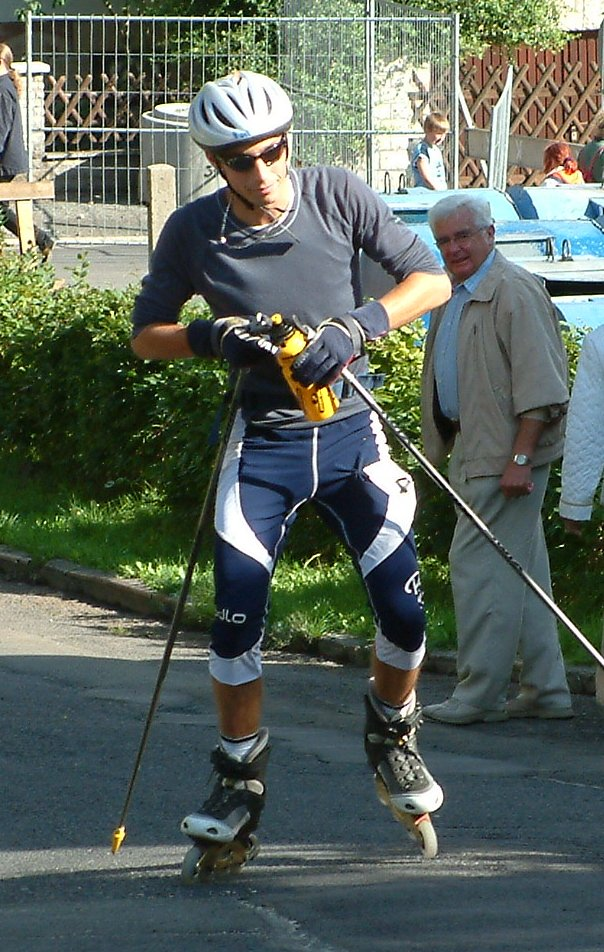
Maxime Laheurte en 2004.

En raison du manque de neige et des annulations des courses de la Coupe du monde, des combinés habitués de la Coupe du monde, en mal de compétition, viennent participer à l'épreuve : s'alignent notamment au départ le Français Maxime Laheurte, le Finlandais Ilkka Herola, l'Estonien Kristjan Ilves et l'Italien Armin Bauer,.
Le 9 janvier 2016, le concours de saut sur le Huka Hoppanlegg (de) est remporté par l'Autrichien Franz-Josef Rehrl grâce à un saut de 91 mètres devant son compatriote Martin Fritz qui s'est posé à 90 mètres. L'Allemand Tobias Haug est troisième grâce à un saut de 89,5 mètres. Franz-Josef Rehrl dispose de 6 secondes devant son compatriote et de 10 secondes devant l'Allemand. Maxime Laheurte est à 22 secondes et Espen Andersen à 28 secondes. Dans la course de fond, un groupe de cinq athlètes revient sur Franz-Josef Rehrl dans le second tour. La course devient tactique. Avant l'arrivée, Espen Andersen lance une attaque, se détache et s'impose,. Derrière Franz-Josef Rehrl bat Maxime Laheurte au sprint pour la deuxième place. Le meilleur fondeur est le Norvégien Truls Sønstehagen Johansen qui est remonté de la 45e à la 21e place. 11e après le saut, Kristjan Ilves se classe finalement 15e. Armin Bauer est quant à lui 30e.
Le lendemain, le concours de saut est dominé par les Autrichiens Franz-Josef Rehrl et Martin Fritz ex æquo. Ils ont respectivement sauté à 92,5 mètres et 91,5 mètres mais ont marqué le même nombre de points (127,5 points). Le Norvégien Audun Hokholt est troisième à 22 secondes. Thomas Kjelbotn est 2 secondes derrière son compatriote. L'épreuve est remportée par l'Autrichien Franz-Josef Rehrl, qui était arrivé deuxième de l'épreuve de la veille. Il s'impose devant ses compatriotes Martin Fritz, Lukas Greiderer et Harald Lemmerer. Lukas Greiderer, 17e après le saut, a réussi à remonter à la 3e place grâce à une belle course de fond. Harald Lemmerer, 29e après le saut est remonté à la 4e place. Quatre Autrichiens ont donc fini aux quatre premières places,. Armin Bauer termine 13e. Grâce à sa victoire, Franz-Josef Rehrl ravit du même coup la tête du classement général de la compétition, occupée jusqu'alors par l'Autrichien David Pommer car ce dernier a rejoint le circuit de la coupe du monde.

#### Ruka

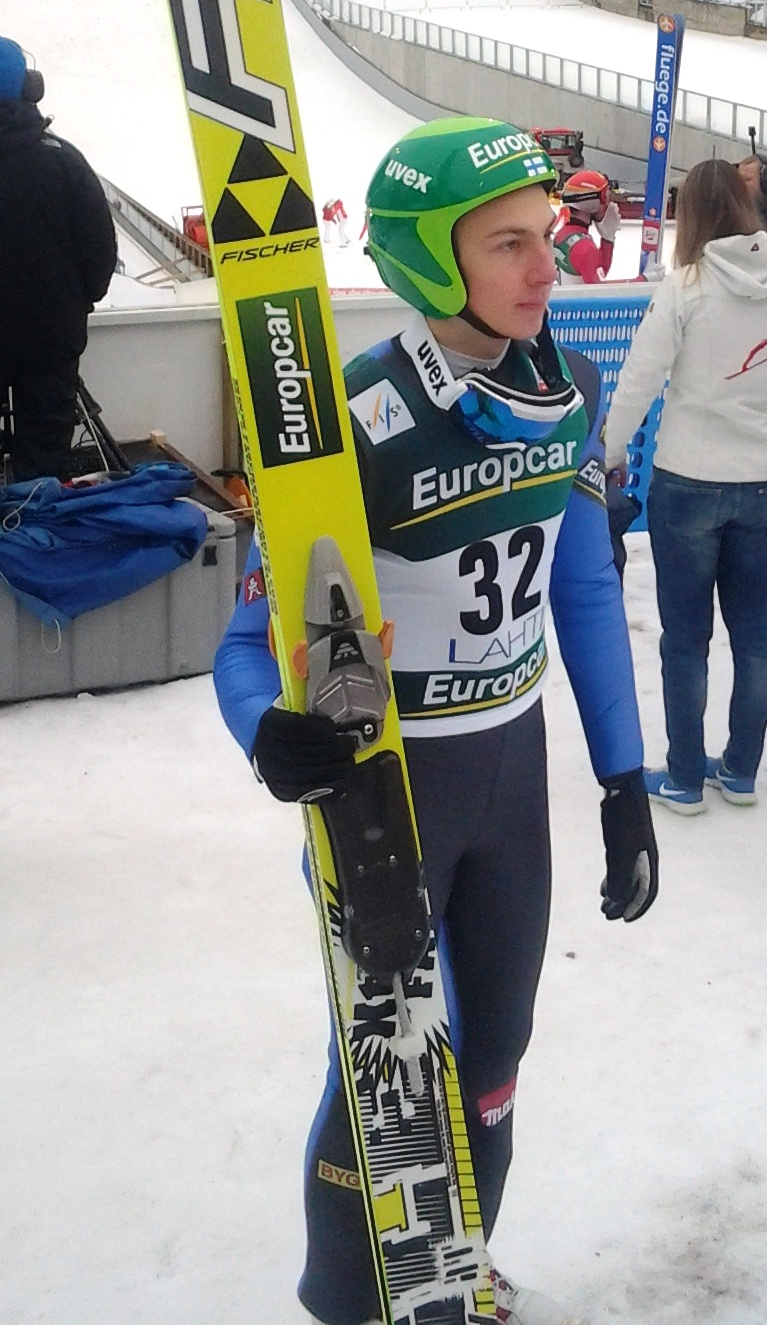
Ilkka Herola (ici en 2014) remporte les deux courses disputées à Ruka.

L'étape de Ruka qui devait avoir lieu les 16 et 17 janvier est avancée d'une journée. Un sprint par équipes était prévu mais il est remplacé par une seconde course individuelle.
Le 15 janvier, le concours de saut est dominé par l'Autrichien Martin Fritz avec un saut de 138 mètres devant deux Finlandais, Ilkka Herola qui a sauté à 136 mètres et Eero Hirvonen qui s'est posé à 132 mètres,. Martin Fritz dispose d'une avance de 18 secondes sur Ilkka Herola et de 51 secondes sur Eero Hirvonen. Le leader du classement général, Franz-Josef Rehrl est quatrième à 1 minute et 2 secondes. Il devance le Tchèque Ondrej Pazout qui est à 1 minute et 9 secondes et Bernhard Flaschberger qui est 6e à 1 minute et 15 secondes. Lors de la course de fond, Ilkka Herola s'impose grâce au douzième temps de ski de fond avec 11,4 secondes d'avance sur Bernhard Flaschberger qui est remonté grâce au second temps de skis et 20,7 secondes sur Martin Fritz. Eero Hirvonen termine 4e devant Franz-Josef Rehrl et Lukas Greiderer. Le meilleur fondeur de l'épreuve est le Français Hugo Buffard ce qui lui permet de remonter de la 45e à la 32e place. Il s'agit de la première victoire de Ilkka Herola en coupe continentale après avoir obtenu un peu plus tôt dans la saison son premier podium en coupe du monde à Lillehammer.
Le 16 janvier, le concours de saut a lieu par beau temps et sans vent. Le Finlandais Ilkka Herola domine le concours avec un saut à 133 m. Il devance l'Allemand Tobias Haug qui a sauté à 131 mètres et le Japonais Hidefumi Denda qui s'est posé à 130 mètres. Ilkka Herola dispose au départ de 14 secondes d'avance sur Tobias Haug et de 21 secondes sur Hidefumi Denda. Harald Lemmerer part en huitième position avec 42 secondes de retard. Ilkka Herola s'impose avec 6,5 secondes d'avance sur Harald Lemmerer qui a essayé de rentrer sur le Finlandais au début de la course mais qui n'a pas réussi. Lukas Greiderer termine 3e à 2,8 secondes de son compatriote. Le Français, Antoine Gerard, termine 4e devant le leader du classement général, Franz-Josef Rehrl. Eero Hirvonen, quatrième la veille, est disqualifié lors du saut à ski pour une combinaison non conforme.

#### Pyeongchang

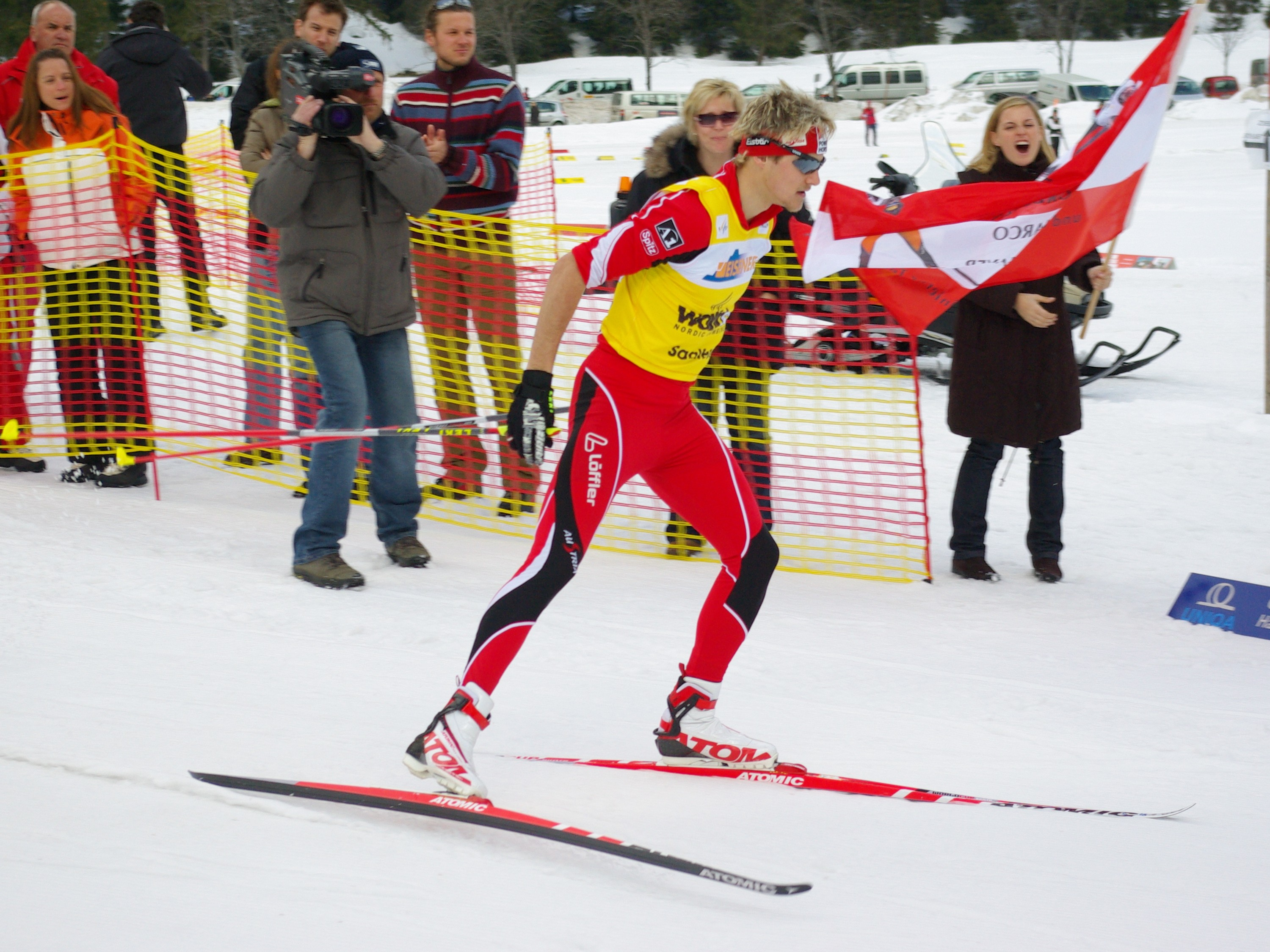
Marco Pichlmayer (ici en 2008) réalise deux podiums à Pyeongchang, puis prend sa retraite.

La compétition a lieu au Alpensia Jumping Park, un des sites des jeux olympiques d'hiver de 2018,.
Le 23 janvier, en raison d'un vent fort, le saut d’entrainement est supprimé. Malgré le vent violent, le concours de saut a lieu mais est plusieurs fois interrompu notamment à cause de la chute de Mikke Leinonen. Harald Lemmerer saute à 99 mètres et prend la tête. Le Japonais Hidefumi Denda est deuxième avec le plus long saut (100 mètres). Hidefumi Denda est à 19 secondes du leader. Tobias Haug est, quant à lui, troisième à 39 secondes. La course de fond se dispute par des températures très froides. Celle-ci voit la victoire de l'Autrichien Harald Lemmerer devant ses compatriotes Franz-Josef Rehrl et Marco Pichlmayer, meilleur fondeur de l'épreuve. L'Allemand Tobias Haug, troisième du saut, n'a pas terminé l'épreuve de fond. Le Coréen Je-un Park, 5e après le saut, termine 6e,.
Le 24 janvier, le concours de saut est disputé par une température de −23 °C. Tobias Simon domine ce concours grâce à un saut à 106 mètres. Derrière lui, le Russe Niyaz Nabeev, l'Allemand Terence Weber et le Japonais Hidefumi Denda ont tous les trois sauté à 101 mètres. Tobias Simon dispose de 1 minute et 1 seconde d'avance sur son plus proche poursuivant. Il s'impose avec onze secondes d'avance sur l'Autrichien Marco Pichlmayer et l'Allemand Terence Weber, que la photo finish a départagé. Le meilleur fondeur de l'épreuve est le Français Hugo Buffard ce qui lui a permis de remonter de la 25e à la 9e place. L'Autrichien Franz-Josef Rehrl, arrivé neuvième avec 1 minute et 1 seconde de retard, conserve la tête du classement général de la compétition. À la suite de la course, Marco Pichlmayer prend sa retraite.

#### Planica

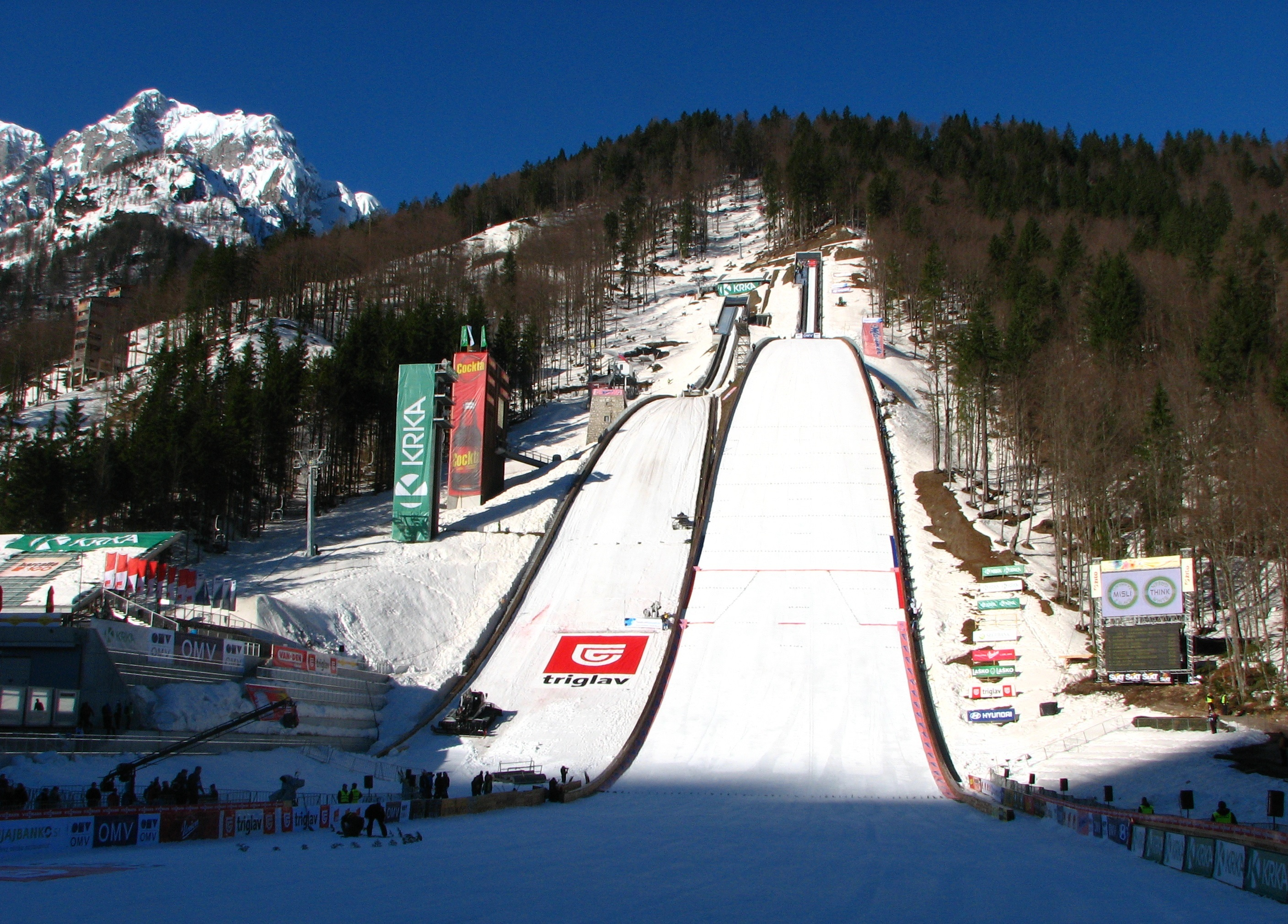
Le Bloudkova velikanka, à droite.

La compétition qui a lieu sur le Bloudkova velikanka rassemble 60 athlètes de 14 nations. Alors qu'il devait participer à la compétition, Jim Härtull doit déclarer forfait en raison d'une blessure à un genou ; sa saison est terminée.
Le 6 février, le week-end commence par le saut de réserve. Celui-ci est dominé par Fabian Steindl qui a sauté à 133,5 m. Il devance Tobias Simon qui a sauté à 132,5 mètres et Niyaz Nabeev qui a sauté à 130,5 mètres.
Ce concours est suivi par le concours de saut de la première course. Celui-ci est dominé par Niyaz Nabeev qui a sauté à 134 mètres. Il devance Fabian Steindl qui a sauté à 132 mètres et Tobias Simon qui a réalisé un saut à 130 mètres. Convertis en secondes, les écarts sont faibles, Niyaz Nabeev disposant de 2 secondes d'avance sur Fabian Steindl et de 12 s sur Tobias Simon. La course de ski de fond consiste en cinq tours de 2 kilomètres. Des athlètes allemands et autrichiens forment un groupe en tête de la course. Lukas Greiderer, sixième après le saut, remporte la course avec 1,6 seconde d'avance sur Vinzenz Geiger et 17 secondes sur Tobias Haug.
Le lendemain, en raison des conditions météorologiques, le concours de saut ne peut avoir lieu. Les résultats du saut de réserve sont alors utilisés. Fabian Steindl dispose de 25 secondes d'avance sur Tobias Simon et de 56 secondes sur Niyaz Nabeev. Lors de la course de fond, les athlètes autrichiens et allemands sont les plus rapides. Bernhard Flaschberger, qui est parti en 13e position, l'emporte grâce au meilleur temps de fond. Il devance Tobias Haug de 3,3 secondes et Lukas Greiderer de 7,2 secondes. Les Autrichiens occupent cinq des huit premières places, aux côtés de Martin Fritz (4e), Fabian Steindl (7e) et Harald Lemmerer (8e).

#### Ramsau

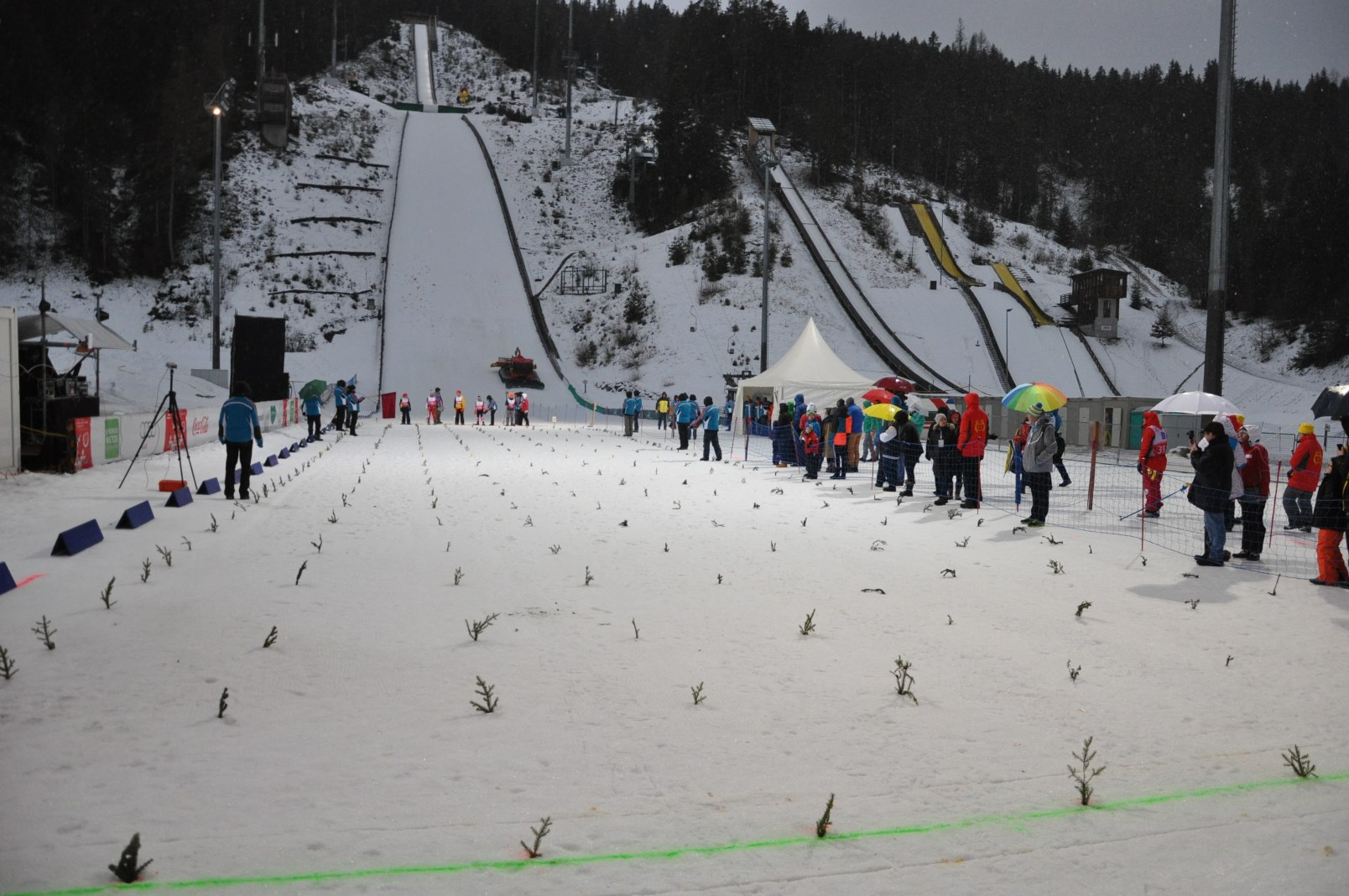
Le W90-Mattensprunganlage, où ont lieu les sauts.

Initialement prévu à Eisenerz, la compétition est déplacée à Ramsau. Le jeudi 11 février à Ramsau, Fabian Steindl se blesse à l'épaule à la réception d'un saut lors d'un entraînement. Il doit se reposer six semaines et sa saison est terminée.
Le 12 février, lors de la qualification, le concours est dominé par Tobias Simon qui a réalisé un saut de 95 mètres. Le Polonais Szczepan Kupczak, de retour de blessure, termine 3e de la qualification avec un saut de 93,5 mètres.
Le lendemain sur le Mattensprunganlage, Tobias Simon réalise le plus long saut du concours (99 mètres) ce qui lui permet de prendre la tête de la course après le saut. Il devance ses compatriotes Terence Weber qui a réalisé 98 mètres et Tobias Haug qui a réalisé un saut de 97,5 mètres. Convertis en secondes, les écarts sont faibles : Terence Weber est à 10 secondes, Tobias Haug à 12 secondes, Vinzenz Geiger à 24 s et le Polonais Szczepan Kupczak est 5e à 28 s. Lors de la course de fond, un groupe composé de quatre athlètes allemands (Terence Weber, Tobias Haug, Tobias Simon et Vinzenz Geiger) se forment en tête. Derrière, les Autrichiens Lukas Greiderer et Martin Fritz s'unissent à la poursuite du groupe de tête. Dans le troisième tour, Lukas Greiderer lâche son compatriote et revient seul sur le groupe de tête. Dans le dernier tour, Tobias Simon et Tobias Haug sont distancés. Vinzenz Geiger remporte sa première course de coupe continentale de sa carrière. Il devance Terence Weber de 3,6 secondes et Lukas Greiderer de 9,6 secondes,. Arttu Mäkiaho qui a réalisé le 2e temps de ski de fond est remonté de la 21e à la 6e place. Cinquième après le saut, le Polonais Szczepan Kupczak a rétrogradé à la 35e après la course de fond.
Le 14 février, le concours de saut a été à nouveau dominé par Tobias Simon avec un saut de 99 mètres. Tobias Haug est second avec un saut de 96 mètres. Szczepan Kupczak est troisième grâce à un saut de 95 mètres. Par conséquent, Tobias Simon dispose de 24 secondes d'avance sur son compatriote et de 30 secondes sur Szczepan Kupczak. Le vainqueur de la veille, Vinzenz Geiger, est à 40 secondes. Lukas Greiderer est à 1 min 6 s. Finalement, les trois Allemands, Vinzenz Geiger, Tobias Simon et Tobias Haug se partagent, dans cet ordre, les places sur le podium. Lukas Greiderer est 4e à 20,7 secondes. Truls Sønstehagen Johansen a réalisé le meilleur temps de ski ce qui lui permit de remonter de la 43e à la 14e position. Troisième après le saut, le Polonais Szczepan Kupczak a rétrogradé à la 35e après la course de fond.
Au classement général de la compétition, Lukas Greiderer prend la tête avec 512 points. Il devance ses compatriotes Franz-Josef Rehrl qui a 496 points et Martin Fritz qui a 473 points. Vinzenz Geiger remonte à la quatrième place avec 459 points.

#### Chaux-Neuve

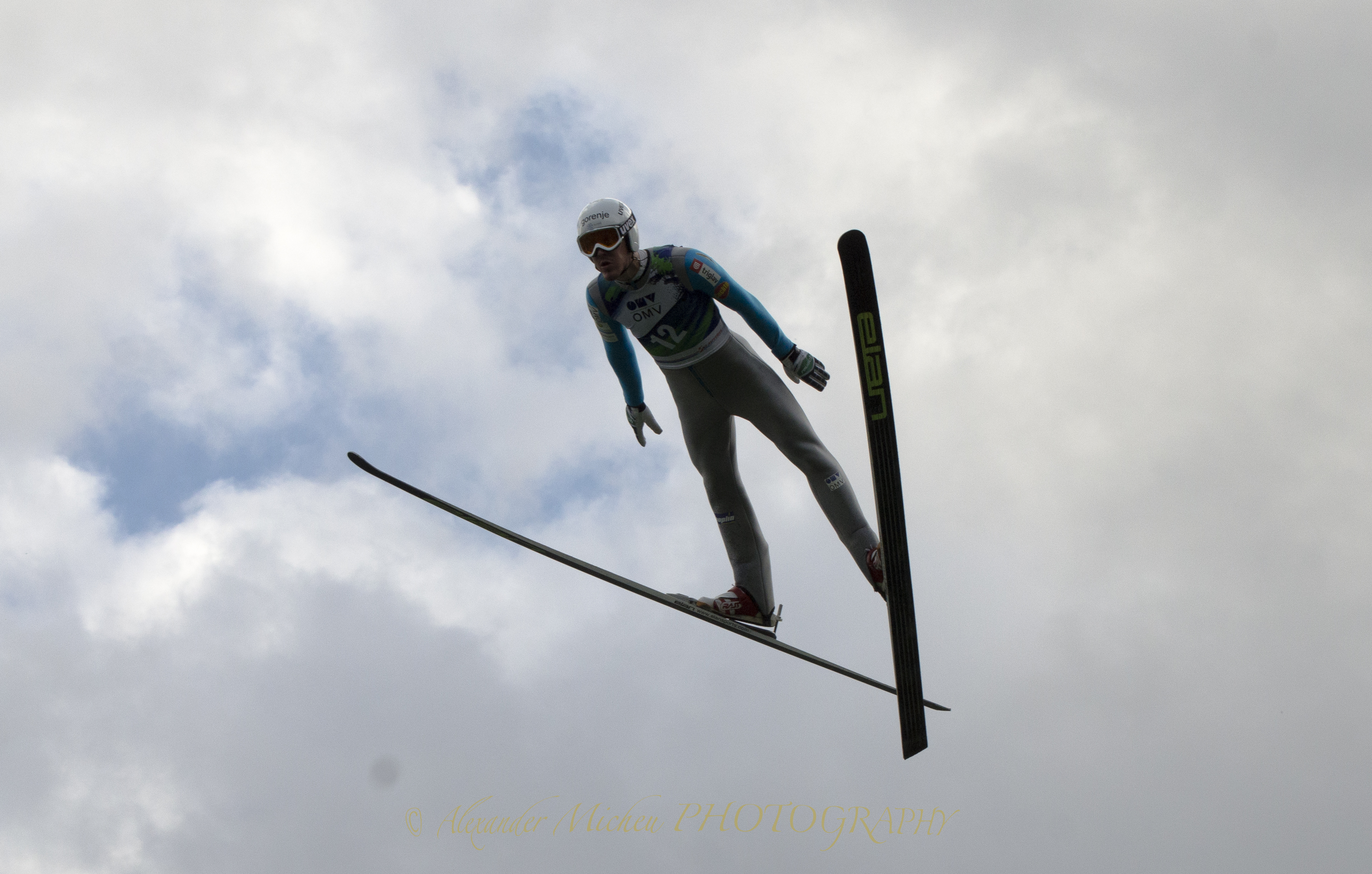
Marjan Jelenko en 2013.

La coupe continentale est interrompue pendant plusieurs semaines en raison des Jeux olympiques de la jeunesse d'hiver et des Championnats du monde juniors de ski nordique 2016. L'épreuve individuelle des JOJ a été remportée par Tim Kopp, devant Ben Loomis et Ondrej Pazout. Lors des championnats du monde juniors, Bernhard Flaschberger a remporté la première course individuelle, Tomas Portyk la seconde et le relais autrichien la course par équipes.
La saison de la coupe continentale reprend à Chaux-Neuve. Dans la première course, le samedi 5 mars 2016, Marjan Jelenko domine le concours de saut en atteignant 117,5 mètres, devant un public de quelques dizaines de spectateurs,,. Il devance l'athlète local Laurent Muhlethaler et Martin Fritz, qui se sont posés à 109 mètres. Marjan Jelenko dispose de 53 et 55 secondes d'avance sur ses deux plus proches poursuivants,. La course de fond a lieu aux Tuffes, à 50 kilomètres du tremplin en raison des conditions d'enneigement. Le Slovène gère son avance lors de la course de 10 kilomètres et l'emporte. Derrière lui, Thomas Jöbstl remonte de la 12e à la deuxième place grâce au troisième temps de ski. Martin Fritz parvient à conserver la troisième place devant son compatriote Harald Lemmerer. Laurent Muhlethaler, deuxième après le saut, termine finalement 12e,.
Le lendemain, Martin Fritz l'emporte. En effet, l'Autrichien a dominé le concours de saut avec un bond à 113 mètres. Il devance l'Allemand Tobias Simon qui s'est posé à 112,5 mètres et qui est au départ de la course de fond à 6 secondes. Le duo Harald Lemmerer et Marjan Jelenko est troisième ex aequo avec des sauts de 106 mètres. Ils s’élancent avec 56 secondes de retard sur le leader. Lors de la course de fond, Tobias Simon a essayé de suivre Martin Fritz mais sans succès. L'Autrichien est le plus fort et l'emporte avec près de 40 secondes d'avance sur Truls Sønstehagen Johansen qui était 13e après le saut,. Tobias Simon complète le podium. Harald Lemmerer et Marjan Jelenko sont respectivement 4e et 5e. Paul Gerstgraser, qui a signé le meilleur temps de ski, remonte à la 6e place. Geoffrey Lafarge est le meilleur Français, après une remontée de la 25e à la 8e place.

#### Klingenthal

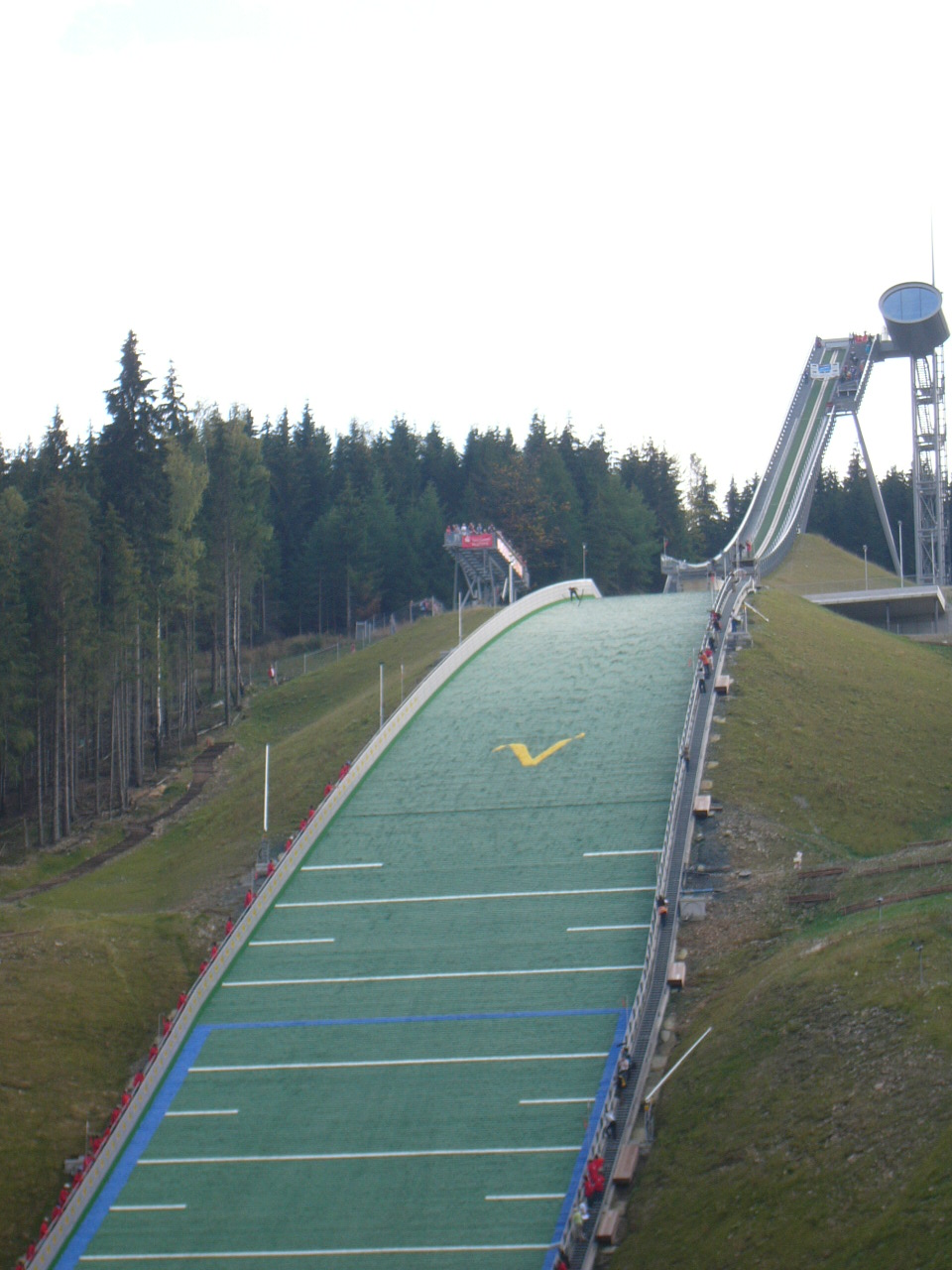
Vogtland Arena.

La saison de la coupe continentale se termine à Klingenthal. Deux courses individuelles sont prévues : une course composée d'un saut et d'un 10 kilomètres le samedi et une course composée de deux sauts et d'une 15 kilomètres le dimanche. 65 athlètes représentant 13 nations sont inscrits à ces courses. Les athlètes américains, japonais, norvégiens et russes se sont entraînés sur la Vogtland Arena depuis le mardi précédent. Le jeune Allemand, Tim Kopp, vainqueur de la course individuelle des Jeux olympiques de la jeunesse d'hiver, participe à ces premières compétitions de coupe continentale. Le Tchèque, Ondrej Pazout, domine le saut de réserve
. Il devance le Français, Laurent Muhlethaler, et l'Allemand, Tobias Simon.
Le samedi 12 mars 2016, le Norvégien Thomas Kjelbotn domine le concours de saut grâce à un saut de 131,5 mètres,. Il est suivi par les Allemands Paul Hanf qui s'est posé à 131 mètres et Tobias Simon qui est retombé à 130,5 mètres. Paul Hanf est à 6 secondes et Tobias Simon à 9 secondes,. Antoine Gerard est 6e à 18 secondes et Espen Andersen est 7e à 20 secondes. Le leader du classement général, Martin Fritz est neuvième avec un retard de 35 secondes. Lors de la course de ski de fond, un groupe de cinq athlètes composés d'Espen Andersen, de Thomas Kjelbotn, d'Antoine Gerard, de Martin Fritz et de Paul Hanf se détachent. Ce groupe reste ensemble la majorité de la course et il maintient à distance les skieurs rapides tels que Harald Lemmerer et Bernhard Flaschberger. Lors de la fin de course, Espen Andersen se détache et remporte la course devant son compatriote Thomas Kjelbotn,. Martin Fritz termine troisième et remporte le classement général de la compétition. Antoine Gerard est 4e, Paul Hanf 5e, Harald Lemmerer 6e et Bernhard Flaschberger 7e.
En raison du vent, le concours est annulé et le saut de réserve est utilisé. La distance de ski de fond est descendu de 15 kilomètres à 10 kilomètres. Ondrej Pazout est le leader après le saut avec 11 secondes d'avance sur Laurent Muhlethaler et 25 secondes sur Tobias Simon. Lors de la course de ski de fond, un groupe de six athlètes se forme après la fin du premier tour. Ce groupe est composé des Allemands, Tobias Haug et Tobias Simon, du Français Laurent Muhlethaler, des Norvégiens Thomas Kjelbotn et Espen Andersen et du Tchèque Ondrej Pazout. Ondrej Pazout et Tobias Simon sont progressivement lâchés. Derrière un groupe composé de Truls Sønstehagen Johansen et de Raffaele Buzzi essaie de revenir sur la tête. Comme la veille, Espen Andersen domine son compatriote Thomas Kjelbotn au sprint. Laurent Muhlethaler devance Tobias Haug et termine à la troisième place. Il s'agit de son premier podium en coupe continentale,. Truls Sønstehagen Johansen termine 5e, Raffaele Buzzi 6e et Tobias Simon 7e. Ondrej Pazout, le leader après le saut, termine 12e. L'athlète local, Tom Lubitz termine 20e alors qu'il était 10e après le saut.

### Bilan de la saison
Martin Fritz remporte la compétition avec 705 points. Il devance ses compatriotes Harald Lemmerer (576 points), Lukas Greiderer (512 points), Bernhard Flaschberger (508 points) et Franz-Josef Rehrl (496 points). Ils sont suivis par quatre Allemands (Tobias Simon, Vinzenz Geiger, Tobias Haug et Terence Weber) et un Norvégien (Espen Andersen).
Martin Fritz se déclare heureux d'avoir remporté la compétition. Il s'agit d'une surprise pour lui car son début de saison a été difficile en raison de difficultés en saut à ski et en ski de fond. Son niveau s'est ensuite stabilisé en saut et amélioré en ski de fond. Son objectif pour la saison prochaine est de participer aux Championnats du monde de ski nordique 2017.
Marco Pichlmayer avait pris sa retraite après les courses de Pyeongchang. Il a notamment terminé sixième d'une manche de coupe du monde en 2009 à Chaux-Neuve. Il a également terminé à deux reprises à la troisième place lors de relais en coupe du monde. Il a pris un seul départ lors des championnats du monde : celui de l’épreuve individuelle en 2009 à Liberec qu’il a terminé à la dix-huitième place. À l'issue de la saison, son compatriote Alexander Brandner met lui aussi un terme à sa carrière. Il entame une formation afin de devenir masseur. Ole Martin Storlien, Petr Kutal, Geoffrey Lafarge et Samuel Guy mettent également un terme à leur carrière à la fin de la saison 2015-2016,,,.

## Classement général

### Individuel
| Rang | Nom                        | Points |
| ---- | -------------------------- | ------ |
| 01.  | Martin Fritz               | 705    |
| 02.  | Harald Lemmerer            | 576    |
| 03.  | Lukas Greiderer            | 512    |
| 04.  | Bernhard Flaschberger      | 508    |
| 05.  | Franz-Josef Rehrl          | 496    |
| 06.  | Tobias Simon               | 463    |
| 07.  | Vinzenz Geiger             | 459    |
| 08.  | Espen Andersen             | 454    |
| 09.  | Tobias Haug                | 445    |
| 10.  | Terence Weber              | 366    |
| 11.  | Thomas Jöbstl              | 354    |
| 12.  | Ilkka Herola               | 280    |
| 12.  | David Pommer               | 280    |
| 14.  | Truls Sønstehagen Johansen | 263    |
| 15.  | Taylor Fletcher            | 240    |
| 15.  | Simen Tiller               | 240    |
| 17.  | Thomas Kjelbotn            | 229    |
| 18.  | Antoine Gérard             | 217    |
| 19.  | Jussi Salo (fi)            | 183    |
| 20.  | Paul Hanf                  | 172    |
| 21.  | Arttu Mäkiaho              | 168    |
| 22.  | Marjan Jelenko             | 167    |
| 23.  | Alexander Brandner         | 152    |
| 24.  | Audun Hokholt              | 144    |
| 25.  | Marco Pichlmayer           | 140    |
| 26.  | Niyaz Nabeev               | 139    |
| 27.  | Lars Buraas                | 137    |
| 28.  | Manuel Maierhofer          | 136    |
| 29.  | Yūsuke Minato              | 130    |
| 30.  | Michael Dünkel (de)        | 126    |
| 31.  | Armin Bauer                | 127    |
| 32.  | Ben Berend                 | 112    |

| Rang | Nom                  | Points |
| ---- | -------------------- | ------ |
| 33.  | Espen Bjørnstad      | 108    |
| 34.  | Maxime Laheurte      | 105    |
|      | Laurent Muhlethaler  | 105    |
| 36.  | Paul Gerstgraser     | 102    |
| 36.  | Mikke Leinonen       | 102    |
| 38.  | Leevi Mutru          | 101    |
| 39.  | Philipp Blaurock     | 099    |
| 40.  | Ben Loomis           | 098    |
| 41.  | Viacheslav Barkov    | 095    |
| 42.  | Raffaele Buzzi       | 092    |
| 43.  | Noa Ian Mraz         | 091    |
| 44.  | Michael Ward         | 088    |
| 45.  | Aguri Shimizu        | 087    |
| 46.  | Ole Martin Storlien  | 084    |
| 47.  | Park Je-un           | 083    |
| 48.  | Ryota Yamamoto       | 075    |
| 49.  | Ondrej Pazout        | 073    |
| 50.  | Matti Herola         | 072    |
| 51.  | Sindre Ure Søtvik    | 071    |
| 52.  | Tom Lubitz           | 070    |
| 53.  | Hugo Buffard         | 068    |
| 54.  | Eero Hirvonen        | 065    |
|      | Fabian Steindl       | 065    |
| 56.  | Jasper Good          | 062    |
|      | Paweł Słowiok        | 062    |
|      | David Welde          | 062    |
| 59.  | Adam Cieslar         | 057    |
| 60.  | Harald Johnas Riiber | 056    |
| 61.  | Hidefumi Denda       | 046    |
|      | Martin Hahn          | 046    |
| 63.  | Geoffrey Lafarge     | 044    |
|      | Go Yamamoto          | 044    |

| Rang | Nom                  | Points |
| ---- | -------------------- | ------ |
| 65.  | Lukáš Daněk          | 043    |
| 66.  | Gasper Berlot        | 042    |
| 67.  | Samir Mastiev (no)   | 038    |
|      | Hisaki Nagamine      | 038    |
| 69.  | Viktor Pasichnyk     | 036    |
| 70.  | Samuel Mraz          | 034    |
|      | Mattia Runggaldier   | 034    |
|      | Kristjan Ilves       | 034    |
| 73.  | Yuto Nakamura        | 030    |
| 74.  | Tom Balland          | 027    |
| 75.  | Han Hendrik Piho     | 026    |
| 76.  | Petr Kutal           | 023    |
| 77.  | Go Sonehara          | 022    |
|      | Constantin Schnurr   | 022    |
| 79.  | Anton Schluetter     | 021    |
| 80.  | Martin Zeman         | 017    |
| 81.  | Stephen Schumann     | 015    |
| 82.  | Kim Bong-Joo         | 012    |
| 83.  | Adam Loomis          | 011    |
|      | Mika Vermeulen       | 011    |
| 85.  | Christian Deuschl    | 09     |
|      | Marcus Torni         | 09     |
| 87.  | Jan Vytrval          | 08     |
| 88.  | Stefan Hauser        | 07     |
| 89.  | Jože Kamenik         | 05     |
| 90.  | Timofey Borisov (no) | 03     |
|      | Karl-August Tiirmaa  | 03     |
| 92.  | Philip Beikircher    | 02     |
|      | Wesley Savill        | 02     |
| 94.  | Damir Khinsertdinov  | 01     |
|      | Luka Oblak           | 01     |
|      | Lilian Vaxelaire     | 01     |

### Coupe des Nations
Le classement de la Coupe des nations est établi à partir d'un calcul qui fait la somme de tous les résultats obtenus par les athlètes d'un pays dans les épreuves individuelles ainsi que dans le sprint par équipes.
| Rang | Nation       | Points |
| ---- | ------------ | ------ |
| 01.  | Autriche     | 4 044  |
| 02.  | Allemagne    | 2 351  |
| 03.  | Norvège      | 1 786  |
| 04.  | Finlande     | 0980   |
| 05.  | États-Unis   | 0626   |
| 06.  | France       | 0567   |
| 07.  | Japon        | 0472   |
| 08.  | Italie       | 0379   |
| 09.  | Russie       | 0276   |
| 10.  | Slovénie     | 0215   |
| 11.  | Tchéquie     | 0164   |
| 12.  | Pologne      | 0119   |
| 13.  | Corée du Sud | 0095   |
| 14.  | Estonie      | 0063   |
| 15.  | Ukraine      | 0036   |
| 16.  | Canada       | 0002   |

## Résultats
| Étape | Date             | Épreuve        | Vainqueur       | Deuxième              | Troisième         | Leader du classement |
| ----- | ---------------- | -------------- | --------------- | --------------------- | ----------------- | -------------------- |
| 1     | 11 décembre 2015 | HS 106 / 10 km | David Pommer    | Bernhard Flaschberger | Taylor Fletcher   | David Pommer         |
| 2     | 12 décembre 2015 | HS 106 / 10 km | David Pommer    | Taylor Fletcher       | Armin Bauer       | David Pommer         |
| 3     | 13 décembre 2015 | HS 106 / 10 km | Taylor Fletcher | David Pommer          | Franz-Josef Rehrl | David Pommer         |

| Étape | Date            | Épreuve       | Vainqueur         | Deuxième          | Troisième       | Leader du classement |
| ----- | --------------- | ------------- | ----------------- | ----------------- | --------------- | -------------------- |
| 4     | 9 janvier 2016  | HS 94 / 10 km | Espen Andersen    | Franz-Josef Rehrl | Maxime Laheurte | David Pommer         |
| 5     | 10 janvier 2016 | HS 94 / 10 km | Franz-Josef Rehrl | Martin Fritz      | Lukas Greiderer | Franz-Josef Rehrl    |

| Étape | Date            | Épreuve        | Vainqueur    | Deuxième              | Troisième       | Leader du classement |
| ----- | --------------- | -------------- | ------------ | --------------------- | --------------- | -------------------- |
| 6     | 15 janvier 2016 | HS 142 / 10 km | Ilkka Herola | Bernhard Flaschberger | Martin Fritz    | Franz-Josef Rehrl    |
| 7     | 16 janvier 2016 | HS 142 / 10 km | Ilkka Herola | Harald Lemmerer       | Lukas Greiderer | Franz-Josef Rehrl    |

| Étape | Date            | Épreuve        | Vainqueur       | Deuxième          | Troisième        | Leader du classement |
| ----- | --------------- | -------------- | --------------- | ----------------- | ---------------- | -------------------- |
| 8     | 23 janvier 2016 | HS 109 / 10 km | Harald Lemmerer | Franz-Josef Rehrl | Marco Pichlmayer | Franz-Josef Rehrl    |
| 9     | 24 janvier 2016 | HS 109 / 10 km | Tobias Simon    | Marco Pichlmayer  | Terence Weber    | Franz-Josef Rehrl    |

| Étape | Date           | Épreuve       | Vainqueur             | Deuxième       | Troisième       | Leader du classement |
| ----- | -------------- | ------------- | --------------------- | -------------- | --------------- | -------------------- |
| 10    | 6 février 2016 | HS 98 / 10 km | Lukas Greiderer       | Vinzenz Geiger | Tobias Haug     | Franz-Josef Rehrl    |
| 11    | 7 février 2016 | HS 98 / 10 km | Bernhard Flaschberger | Tobias Haug    | Lukas Greiderer | Franz-Josef Rehrl    |

| Étape | Date            | Épreuve        | Vainqueur      | Deuxième      | Troisième       | Leader du classement |
| ----- | --------------- | -------------- | -------------- | ------------- | --------------- | -------------------- |
| 12    | 13 février 2016 | HS 109 / 10 km | Vinzenz Geiger | Terence Weber | Lukas Greiderer | Franz-Josef Rehrl    |
| 13    | 14 février 2016 | HS 109 / 10 km | Vinzenz Geiger | Tobias Simon  | Tobias Haug     | Lukas Greiderer      |

|                                                                               |  |  |  |  |  |  |
| Lillehammer Jeux olympiques de la jeunesse d'hiver de 2016 (12 au 21 février) |  |  |  |  |  |  |
|                                                                               |  |  |  |  |  |  |

|                                                                              |  |  |  |  |  |  |
| Râșnov Championnats du monde juniors de ski nordique 2016 (22 au 26 février) |  |  |  |  |  |  |
|                                                                              |  |  |  |  |  |  |

| Étape | Date        | Épreuve        | Vainqueur      | Deuxième                   | Troisième    | Leader du classement |
| ----- | ----------- | -------------- | -------------- | -------------------------- | ------------ | -------------------- |
| 14    | 5 mars 2016 | HS 118 / 10 km | Marjan Jelenko | Thomas Jöbstl              | Martin Fritz | Martin Fritz         |
| 15    | 6 mars 2016 | HS 118 / 10 km | Martin Fritz   | Truls Sønstehagen Johansen | Tobias Simon | Martin Fritz         |

| Étape | Date         | Épreuve        | Vainqueur      | Deuxième        | Troisième           | Leader du classement |
| ----- | ------------ | -------------- | -------------- | --------------- | ------------------- | -------------------- |
| 16    | 12 mars 2016 | HS 140 / 10 km | Espen Andersen | Thomas Kjelbotn | Martin Fritz        | Martin Fritz         |
| 17    | 13 mars 2016 | HS 140 / 10 km | Espen Andersen | Thomas Kjelbotn | Laurent Muhlethaler | Martin Fritz         |

| Étape | Date         | Épreuve        | Vainqueur         | Deuxième          | Troisième         | Leader du classement |
| ----- | ------------ | -------------- | ----------------- | ----------------- | ----------------- | -------------------- |
| 18    | 19 mars 2016 | HS 140 / 10 km | Épreuves annulées | Épreuves annulées | Épreuves annulées | Épreuves annulées    |
| 19    | 20 mars 2016 | HS 140 / 10 km | Épreuves annulées | Épreuves annulées | Épreuves annulées | Épreuves annulées    |